# Tridecanolid
Tridecanolid ist ein Naturstoff aus der Gruppe der Makrolide.

## Vorkommen

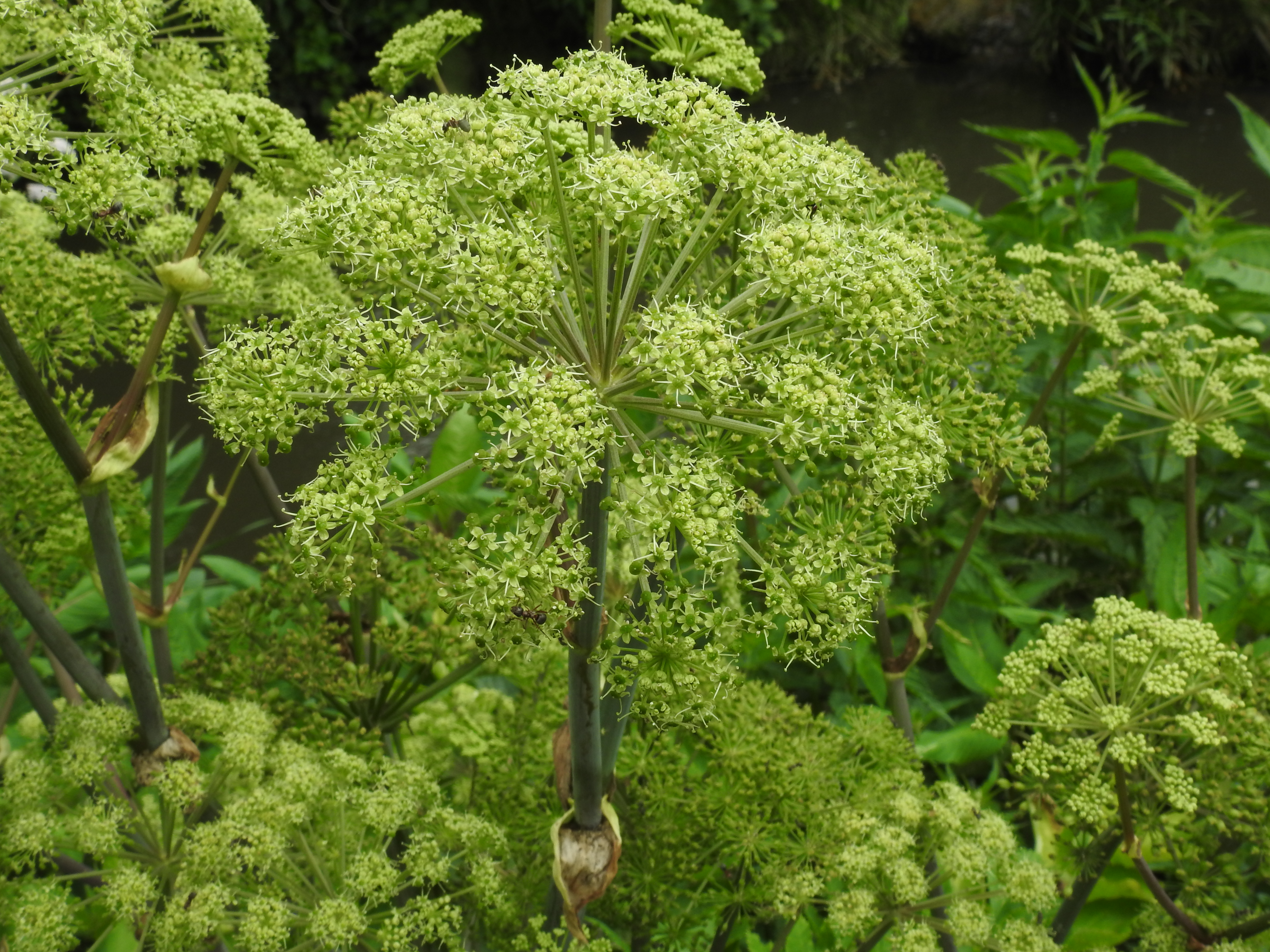
Arznei-Engelwurz

Das ätherische Öl des Arznei-Engelwurz enthält bis zu 6 % Makrolide. Dabei handelt es sich vor allem um Pentadecanolid, aber auch Tridecanolid ist enthalten.

## Synthese
Die Synthese ist über verschiedene Methoden durch intramolekulare Veresterung von ω-Hydroxytridecansäure möglich. Eine Reaktion zur Bildung des Lactons ist die Umsetzung der Säure mit p-Nitrobenzoesäureanhydrid und Scandiumtriflat in Acetonitril und THF. Eine weitere Möglichkeit ist die Umsetzung mit Dicyclohexylcarbodiimid, Dimethylaminopyridin und Dimethylaminopyridin-Hydrochlorid in Chloroform.

## Nachweis
Tridecanolid und andere Makrolide verfügen über charakteristische Massenspektren, über die ihr Nachweis möglich ist.